# Irská píšťala

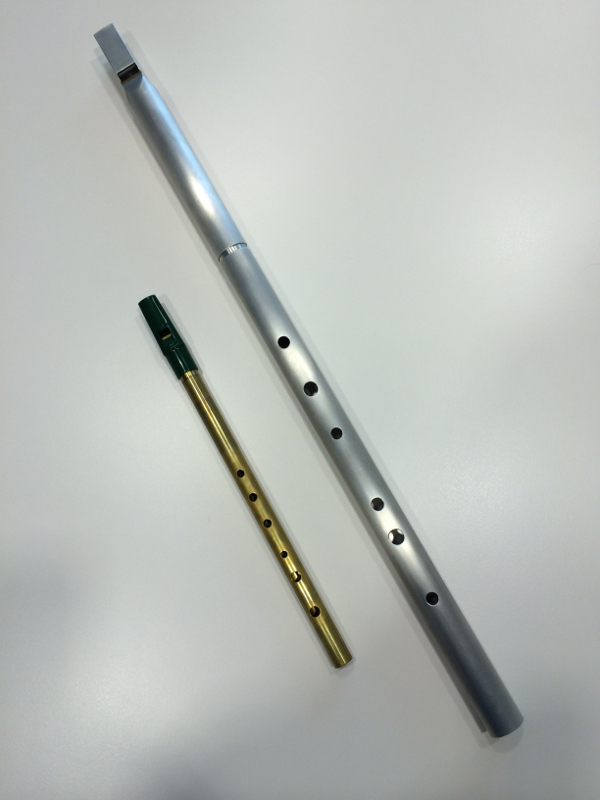
Porovnání velikostí tin whistle (píšťalka) proti low whistle (píšťala)

Irská píšťala, i v češtině často nazývaná anglickým jménem low whistle, je variace na tradiční irskou píšťalku lišící se nižším laděním a větší velikostí. Nejčastěji je spojována s vystoupeními moderních irských hráčů a skupin jako jsou Riverdance či Davy Spillane a je stále více přijímána jako obohacení irské tradiční hudby. V obou typech hudby je irská píšťala často použita ke hře tzv. slow air melodií. Nicméně se stále častěji začíná pro svůj podmanivý zvuk používat i pro hraní irských jigů, reelů a hornpipů, přestože píšťalka umožňuje snadnější ornamentaci vzhledem k velikosti otvorů pro prsty.
Nejběžnější low whistle je v ladění „low D“, o oktávu níž než tradiční irská píšťalka laděná taktéž v D. Irská píšťalka je obecně označována za píšťalu jestliže její nejnižší tón je jednočárkové G nebo nižší. Píšťaly laděné výš jsou označovány jako píšťalky. Píšťaly fungují na stejném principu a mají stejný prstoklad jako tradiční irské píšťalky a tedy patří do stejné skupiny dřevěných nástrojů.
Ačkoliv se barva tónu tohoto nástroje mírně liší u každého výrobce, irské píšťaly jsou, oproti píšťalkám, charakteristické svým více dýchavičným, flétně se podobajícím zvukem.

## Historie irské píšťaly
Anglickému flétnaři a jazzovému hráči Bernardu Overtonovi je připisována výroba první irské píšťaly v roce 1971, kterou vyrobil pro Finbara Fureyho poté, co se Fureyho indická bambusová píšťala nešťastnou náhodou zničila během jeho turné. Protože ji nebylo možné opravit, Overton se pokusil vyrobit kovovou repliku a spolu s Fureym strávili celé léto v Overtonově dílně navrhováním, testováním a zdokonalováním. Prvních pár výsledných nástrojů bylo pojmenováno jako Furey/Overton flétna, ale když Overton odešel ze zaměstnání aby se mohl věnovat výrobě, rozhodli se je uvést na trh pod názvem Overton flétna. První takto vzniklé nástroje byly v podstatě jen zvětšené irské píšťalky, vyrobené z měděné trubky s dřevěným špalíčkem, ale byly rychle nahrazeny hliníkovými. Protože byl Overton nespokojený s výsledkem, velmi brzy následovala vylepšená píšťala v ladění A v celohliníkovém provedení. Ta udělala na Fureyho dojem a požádal Overtona o píšťalu v ladění G pro jeho proslulou skladbu Lonesome Boatman. Později Overton uvedl,
„Pak mne požádal o píšťalu v »low D«, stejného ladění jako koncertní flétna; tu jsem nazýval »Tenorový D flažolet«, ale většina muzikantů jí říkala prostě »Low D«. Vzal si ji na turné, kde na ni často hrál. Zanedlouho jsem byl kontaktován z Irska, Skotska, Evropy a USA a žádali mne o píšťaly. Tak jsem je začal vyrábět.“

Ačkoliv pak existovalo několik významných výrobců vyrábějících píšťaly, bylo to až turné Riverdance v devadesátých letech, kterému je připisováno uvedení low whistle mimo kruhy tradiční hudby. Za zmínku stojí Davy Spillane, jehož spojování zvuku tradičních nástrojů, jako je irská píšťala, s moderním jazzem či RnB, udělalo mnoho pro zviditelnění tohoto nástroje.

## V irské tradiční hudbě
Oproti irské píšťalce je píšťala v irské tradiční hudbě celkem nováček a někteří ji kritizovali pro pokus vyplnit hudební role, které jsou již dobře obsluhovány irskou píšťalkou a irskou flétnou. Jinými bylo na low whistle nahlíženo jako na "přechodný nástroj" pro hráče uvažujících o tom, že by se eventuálně naučili hrát na zdánlivě prestižnější (a dražší) irskou flétnu nebo na irské loketní dudy. I když je pravda, že mnoho dovedností získané hrou na low whistle lze přenést na tyto nástroje, někteří z nejlepších hráčů tradiční hudby spojovaných s low whistle pomohli podporovat její reputaci jako vysoce všestranný a respektovaný nástroj samu o sobě, mající jedinečný a sugestivní zvuk. Stejně jako irské bouzouki s plochými zády, low whistle může být viděna coby produkt doby, kdy experimenty v instrumentaci tradiční hudby byly běžné a hudebníci hledali různorodé a inovativní výrazové prostředky.